# Banc Industrial del Mediterrani
El Banc Industrial del Mediterrani (BIM) fou una entitat financera creada el 1972 per un grup d'empresaris. El 1979 seria adquirida per Banca Catalana, que al seu torn quedaria integrada al BBV el 1984. El 1992 fou venuda al Banc portugués espírito santo, que el va fer servir per entrar a l'estat espanyol i posteriorment va canviar-li les sigles.

## Història
El 1972 un grup d'uns 2.000 accionistes liderats per l'empresari Julio Martínez-Fortún i per Xavier Ribó Massó. Van seguir l'estratègia de realitzar inversions mitjançant participacions majoritàries en diverses indústries, entre les quals destacà el sector tèxtil. Entre algunes de les empreses on van invertir es troben Nurel, el grup Sadia, Filatures de Portolín, Novofil i Commetsa. El 1977 va tenir beneficis per un import de 153 milions de pessetes.
El gener de 1979, un seguit de dificultats financeres van fer que Banca Catalana acabés tenint el control de l'entitat. L'entitat va adquirir el 50% de les accions del banc industrial, que en aquell moment tenia uns 4.000 socis accionistes, una xarxa de 36 oficines, 2.350 milions de recursos propis i 30.000 milions de pessetes de recursos aliens.
Com que encara no existia el Fons de Garantia de Dipòsits, el Banc d'Espanya va intentar ajudar l'entitat mitjançant alguns crèdits a llarg termini i baix interès, i no a fons perdut, per un valor de més 10.000 milions de pessetes, però va ser insuficient.
El 1980, Jordi Pujol i Soley, president del consell d'administració del grup Banca Catalana, va anunciar la seva intenció d'intentar reconvertir l'entitat en un banc comercial que fos actiu al País Valencià i a les illes Balears, principalment. El juny del mateix any, però, l'entitat va reduir el seu capital social a la meitat i va haver de demanar l'ajuda del fons de garantia de dipòsits, que va injectar 7.000 milions de pessetes. Vuit mesos després l'entitat tornaria a ser gestionada per Banca Catalana. El desembre de 1982, l'entitat va necessitar una segona intervenció del Fons de Garantia de Dipòsits, aquesta vegada amb una injecció de 23.500 milions de pessetes.
Tot el grup de Catalana (Banca Catalana, Banc Industrial de Catalunya, Banc d'Industrial de la Mediterrània) va ser comprat al Fons pel Banc de Biscaia, al març de 1984, per un import de 13.602.000 de pessetes.
El 1985 la fiscalia de l'Audiència de Barcelona va obrir una investigació sobre uns possibles comptes corrents que amagaven diner negre, per un import de 2.000 milions de pessetes.
El juny de 1992, Banca Catalana, llavors filial del BBV, va acordar la venda del Banc Industrial del Mediterrani al grup portuguès Espirito Santo per 5.500 milions de pessetes. El Banc Industrial disposava d'uns actius de 24.000 milions de pessetes i comptava amb una xarxa de 15 sucursals.
Aquesta compra va ser l'estratègia del Grup Espírito Santo per establir-se a Espanya. Més endavant canviar el nom del BIM per BES Espanya. A 2006, el grup portuguès tenia 25 oficines a l'estat i s'havia especialitzat en serveis de banca privada i pime.

## Presidents
- Julio Martínez-Fortún Soler (1972-1978)[2]
- Antoni Forrellad (1979)[10]